# Joel Díaz
Joel Díaz Braña (Santa Coloma de Gramanet, 22 de noviembre de 1980) es un comunicador y humorista. Trabaja para TV3 y Catalunya Ràdio. También es uno de los presentadores de La Sotana, un podcast de humor sobre el Fútbol Club Barcelona.

## Biografía
Aunque nació en Santa Coloma de Gramenet, de pequeño sus padres fueron a vivir a Barcelona, cerca de la plaza de toros de La Monumental, y él fue a la Escuela Santa Anna. Después de cursar el COU, entró en la Universidad Pompeu Fabra donde comenzó la carrera de Ciencias Políticas, que dejó al poco tiempo. Finalmente, acabaría cursando la carrera de Sociología en la Universidad de Barcelona en ocho años, mientras compaginaba sus estudios con trabajos esporádicos. Allí conoció al humorista Magí "Modgi" Garcia, con quien se introdujo en el mundo de la comedia a través del programa  No som moderns de BocaRàdio

## Radio
Hace colaboraciones habituales a L'última hora del matí de Catalunya Ràdio.
Todos los lunes presenta junto a Magí Garcia, Manel Vidal y Andreu Juanola La Sotana, un podcast de humor sobre el Barça.

## Televisión
Presentó el programa de humor APM de TV3 durante años. En noviembre de 2022 se estrenó su late night llamado Zona Franca en TV3. Sin embargo, renunció a ser el presentador en febrero de 2023 después de que echaran como colaborador al humorista y gran amigo suyo Manel Vidal.